# NGC 3553
NGC 3553 (również PGC 1842970) – galaktyka spiralna (Sa), znajdująca się w gwiazdozbiorze Wielkiej Niedźwiedzicy. Odkrył ją Guillaume Bigourdan 13 marca 1885 roku. Należy do gromady galaktyk Abell 1185.